# Битва при Науэне
Битва при Науэне (нем. Gefecht bei Nauen), Перестрелка у Науэна — сражение между авангардом бранденбургской армии и шведским арьергардом в рамках датско-шведской войны 1675—1679 годов, состоявшееся 27 июня 1675 года. Битва закончилась захватом бранденбургцами города Науэн. Однако решающая военная победа в пользу Бранденбурга произошла в битве при Фехбеллине на следующий день.

## Предыстория
В декабре 1674 года шведская армия из Шведской Померании вторглась в незащищенные владения Бранденбурга и начала шведско-бранденбургскую войну. Однако в июне 1675 года бранденбургская армия вернулась домой из Франконии, где сражалась с французами в рамках франко-голландской войны, чтобы освободить оккупированную родину.

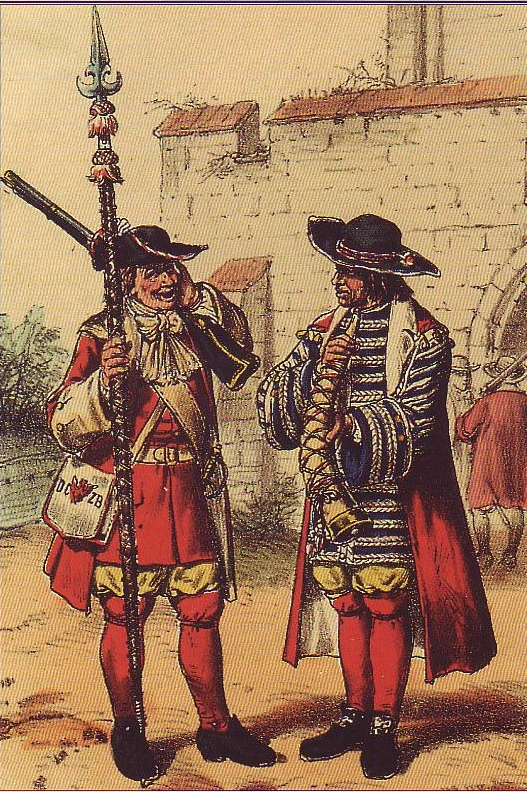
Бранденбургские солдат и трубач пехотного полка принцессы Доротеи, ок. 1675

Оперативная задача шведов под командованием фельдмаршала Вальдемара Врангеля состояла в том, чтобы выдвинуться из Хафельберга, пересечь Эльбу, объединиться с войсками Ганновера и двинуться на Магдебург. Шведский фельдмаршал направил полк под командованием полковника Вангеллина в Ратенов, чтобы обеспечить правый берег реки. Ситуация внезапно изменилась, когда армии Бранденбурга смогла вернуть это стратегически важное место в битве при Ратенове, которая полностью разрушила планы шведов, по пересечению Эльбы в Хафельберге.
Получив известие о падении Ратенова, Врангель отдал приказ армии выдвинуться к Науэну, чтобы занять берега Рейна под Фербеллином. Когда курфюрст Бранденбурга узнал об этом, он немедленно начал преследование шведов.

## Ход сражения

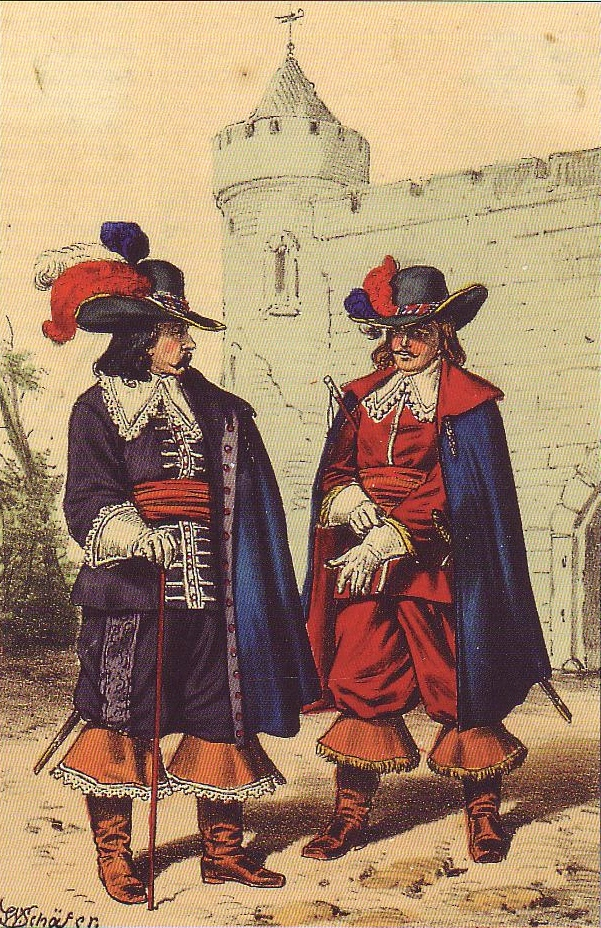
Бранденбургские капитан и лейтенант пехотного полка принцессы Доротеи, ок. 1675

В то же время 1200 бранденбургских солдат под командованием подполковника Зидова выдвинулись к окраинам Науэна. Подступы к городу были заняты болотом, и шведы расположили свои артиллерийские батареи на выгодных позициях вдоль единственной дороги через трясину. Тем не менее артиллеристы не оказали сопротивления, когда заметили подход большого числа вражеских кавалеристов. Вместо этого они утопили свои пушки в близлежащем озере и поспешно отступили. Бегущих шведов преследовала бранденбургская кавалерия на окраине Науэна, нанося им тяжелые потери.
Большая часть шведского контингента ушла через ручей за город. Оставшийся контингент мушкетеров занял Науэн, встречая надвигающихся бранденбургцев яростным огнем из мушкетов и пушек. Тем не менее, пока шведский гарнизон обстреливал бранденбургских драгун у ворот города, 200 бранденбургских солдат зашли с тыла и рассеяли шведский арьергард из 1000 кирасиров. В итоге шведы быстро сдали Науэн и бежали, преследуемые бранденбургской кавалерией.
Заняв город, бранденбургская конница не смогла захватить брод через ручей за городом. Здесь, в конце моста, шведы установили оборонительную позицию с несколькими пушками. Огонь из этих орудий заставил бранденбургцев отступить с потерями. За укреплением основная шведская армия развернулась для сражения. Однако атака не состоялась: подразделение фельдмаршала Дерфлингера сумело восстановить мост, поврежденный огнем противника, и установить три пушки, которые уничтожили шведские орудия. Тем не менее враг находился на выгодной позиции, так что лобовое нападение было бы слишком рискованным. Кроме того, войска Бранденбурга были измотаны. В итоге бранденбургцы отступили назад в Науэн и стали лагерем на ночь.

## Последствия
К вечеру 27 июня две армии находились в непосредственной близости друг от друга. Бранденбургцы рассчитывали начать сражение на следующее утро перед воротами Науэна. Однако шведы использовали прикрытие ночи, чтобы отойти к Фербеллину. В 5:30 утра бранденбургцы начали погоню за противником.
Шведы потеряли 200 человек, убитых в бою при Науэне.
«Мой маленький ангел, мы преследуем шведских солдат. Сегодня утром они пересекли ручей у Науэна, но были вынуждены оставить позади 200 своих мертвых солдат, а с другой стороны мы разрушили все мосты возле Фербеллина и заняли все оставшиеся броды, чтобы они не смогли бежать».
курфюрст Фридрих II в письме жене